# Station Piešťany
Station Piešťany (Slowaaks: Železničná stanica Piešťany) is een treinstation in de Slowaakse stad Piešťany.

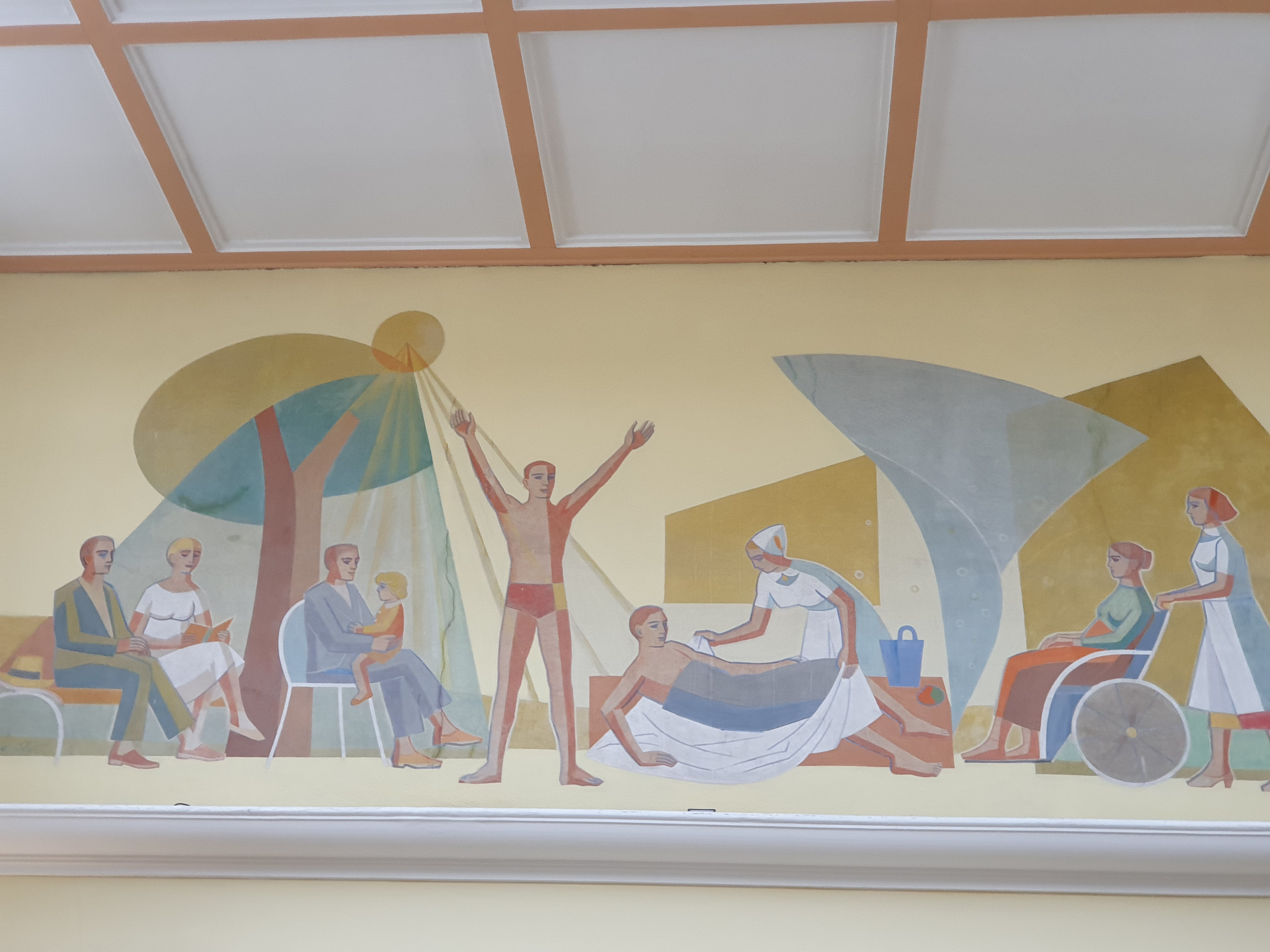
Interieur van de lokettenzaal. Muurschildering.

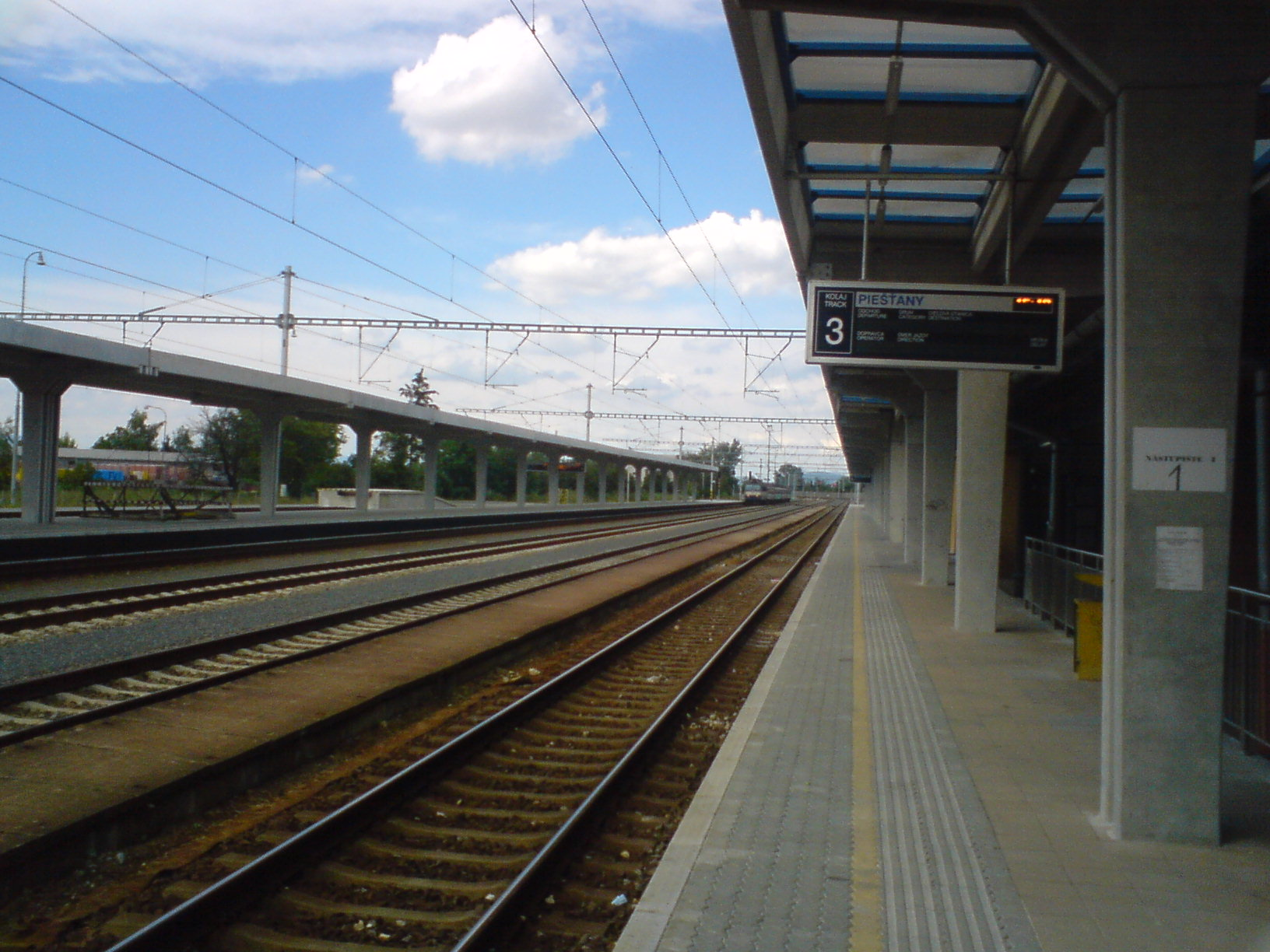
Zicht op de perrons en de sporen

## Ligging
Het station ligt in het westen van Slowakije. Binnen de gemeentegrenzen van Piešťany ligt het westelijk, aan de Staničná (vertaald: Stationsstraat), op een wandelafstand van ± 1,2 kilometer van het centrum. 

## Geschiedenis

### Bouw
De ingebruikname dateert van 1876, toen de sectie Trnava – Nové Mesto nad Váhom van lijn 120 in dienst werd gesteld. De lijn is dubbelsporig sedert 1905 en geëlektrificeerd sedert 1987.

### Renovatie
De renovatie van het station vond gelijktijdig plaats met de ontwikkeling van de spoorwegcorridor in de jaren 2007-2008, toen twee perrons werden gebouwd, die met elkaar werden verbonden door een onderdoorgang.

## Lijnen
In het station liggen de volgende lijnen:
- Lijn 120: Bratislava – Žilina
- Lijn 803: Piešťany – Vrbové (lijn buiten dienst).

## Dienstverlening
De spoorweginstelling behoort tot de infrastructuur van de ŽSR.
Bij de aanvang van 2025 is er in het station is een loket met personeel ŽSSK, waar inlichtingen worden verstrekt en reisbiljetten worden verkocht voor binnenverkeer en internationaal verkeer. Voor de openingsuren van dit loket: zie de onderstaande externe link: "ŽSSK - Loket - Openingsuren".
Naast het treinstation ligt een autobusstation voor regionaal verkeer: Autobusova stanica Piešťany.